# Inquietações de uma Mulher Casada
Inquietações de Uma Mulher Casada é um filme brasileiro de 1979, com direção de Alberto Salvá.

## Elenco[1][2]
- Denise Bandeira… Luísa
- Otávio Augusto ...Luís Antônio
- Nuno Leal Maia ...Marcos
- Miguel Oniga...Lula
- Jonas Bloch...David
- Imara Reis ...Vera
- Tony Ferreira ...Telmo
- Lenita Plonczinski ...Loli
- Gracinda Freire ...Dona Miriam
- Ivone Gomes...Mãe de Luiza
- Augusta Moreira ...Velha faxineira
- José Bezerra... Pai de Luiza
- José Bráulio... Pai de Luís
- Pedro Camargo